# Swetlana Geier

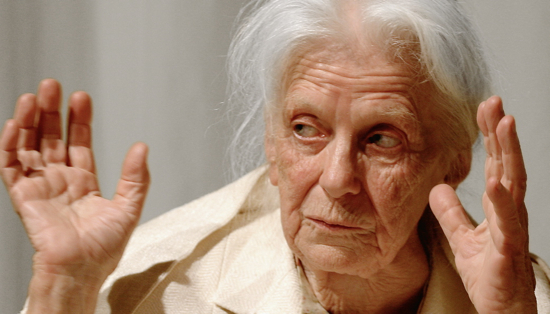
Swetlana Geier (2008)

Swetlana Geier (gebürtig: Swetlana Michailowna Iwanowa; * 26. April 1923 in Kiew, Ukrainische SSR, Sowjetunion; † 7. November 2010 in Freiburg im Breisgau) war eine deutsche Literaturübersetzerin.

## Leben
Swetlana Geier wurde 1923 als Tochter russischer Eltern in Kiew geboren. Ihr Vater war als Naturwissenschaftler ein Spezialist für Pflanzenzucht, ihre Mutter stammte aus einer Familie zaristischer Offiziere. Ihr Vater wurde 1938 im Zuge von Stalins Großem Terror verhaftet und starb 1939 nach seiner Entlassung an den Folgen der Folter während der Haft. Swetlana Iwanowa hatte eine behütete Kindheit und erhielt schon früh Privatunterricht in Französisch und Deutsch. 1941, im Jahr des Überfalls der deutschen Wehrmacht auf die Sowjetunion, machte sie ihr Abitur mit Bestnoten und immatrikulierte sich an der Fakultät für westeuropäische Sprachen der Ukrainischen Akademie der Wissenschaften. Dort wurde sie auch als Übersetzerin am Geologischen Institut tätig.
Nach dem Einmarsch der deutschen Truppen in Kiew nahm sie eine Stelle als Dolmetscherin auf der dortigen Baustelle der Dortmunder Brückenbau AG an. Ihr war ein Stipendium in Deutschland versprochen worden, wenn sie zuvor ein Jahr für die Deutschen arbeiten würde. 1943, nach der Niederlage der deutschen Truppen in der Schlacht von Stalingrad, musste das Unternehmen seine Tätigkeit in Kiew einstellen. Swetlana Iwanowa war sich bewusst, dass sie wegen ihrer Arbeit für die Deutschen für ihre Landsleute eine Kollaborateurin war und dass sie in der Sowjetunion niemals würde studieren können. Auch ihre Mutter wollte nicht länger mit den „Mördern des Vaters“ zusammenleben. So schlossen sie sich gemeinsam der nach Deutschland zurückkehrenden Brückenbaufirma an. Mutter und Tochter wurden festgenommen und kamen in Dortmund in ein Lager für Ostarbeiter, dem sie mit Hilfe von Freunden nach einem halben Jahr entkommen konnten.
Nach einer Begabtenprüfung erhielt Swetlana Iwanowa ein Humboldt-Stipendium, wodurch sie ihren Traum von einem Studium verwirklichen konnte. Sie zog mit der Mutter nach Günterstal, einem Stadtteil von Freiburg, und nahm 1944 an der Universität Freiburg ein Studium der Literaturwissenschaft und vergleichenden Sprachwissenschaft auf. Durch Heirat änderte sich ihr Familienname zu Geier. Sie war die Mutter zweier Kinder und lebte bis zu ihrem Tod in Günterstal. Swetlana Geier wurde 1960 Lektorin für russische Sprache an der Universität Karlsruhe. Seit 1964 hatte sie dort einen achtstündigen Lehrauftrag; bis zu ihrem Tod fuhr sie einmal in der Woche mit dem Zug von Freiburg nach Karlsruhe. Darüber hinaus war sie von 1964 bis 1988 Lektorin für Russisch am Slawischen Seminar der Universität Freiburg. Von 1979 bis 1983 erfüllte sie einen Lehrauftrag für russische Sprache und Literatur an der Universität Witten/Herdecke.
Auch im Bereich der Schule hat Swetlana Geier sich um den Unterricht der russischen Sprache Verdienste erworben: In Freiburg baute sie den Russischunterricht als Pflichtwahlfach am Kepler-Gymnasium Freiburg auf und unterrichtete dort viele Jahre. An verschiedenen Waldorfschulen in Deutschland betreute sie 25 Jahre lang den Russischunterricht.
Ihre Übersetzertätigkeit begann sie 1953 im Rahmen der damals neuen Reihe Rowohlts Klassiker des Rowohlt Verlages. Außerdem war sie Mitglied im PEN-Zentrum Deutschland.
Swetlana Geier starb am 7. November 2010 im Alter von 87 Jahren in ihrem Haus in Freiburg-Günterstal. Das von ihr mehr als fünfzig Jahre bewohnte, der Stadt gehörende Haus sollte nach dem Willen einer privaten Initiative zu einem literarischen und Übersetzer-Zentrum werden. Diese Pläne wurden nicht verwirklicht; die Stadt hat das Haus verkauft. Die Privatbibliothek von Swetlana Geier befindet sich heute in der Universitätsbibliothek Freiburg im Breisgau.

## Werk
Swetlana Geier gehörte zu den bedeutendsten Übersetzern russischer Literatur im deutschsprachigen Raum. Sie übersetzte unter anderem Werke von Tolstoi, Bulgakow und Solschenizyn. Einer größeren Öffentlichkeit wurde sie durch die Neuübersetzung der großen Romane Fjodor Dostojewskis bekannt.
Sie scheute sich nicht, altbekannte Titel neu zu formulieren. Dabei hat sie nach ihrer Aussage die Titel lediglich aus dem Russischen übersetzt. Aus Schuld und Sühne (Преступление и наказание) wurde Verbrechen und Strafe, aus Die Dämonen (Бесы) wurde Böse Geister, aus Der Jüngling (Подросток) wurde Ein grüner Junge. Zuletzt erschienen Dostojewskis Der Bauer Marej (2008) und Der Spieler (2009). Anzumerken ist allerdings, dass der russische Originaltitel des bekanntesten Dostojewski-Romans Schuld und Sühne tatsächlich nicht exakt zu übersetzen ist und dass bereits Alexander Eliasberg 1921 und Gregor Jarcho 1924 den Titel mit Verbrechen und Strafe übersetzten.
Durch ihre Arbeit an der Universität war Swetlana Geier finanziell nie auf ihre Tätigkeit als Übersetzerin angewiesen. Dadurch war es ihr möglich, sich für eine Übersetzung viel Zeit zu nehmen und sich ganz in den entsprechenden Text zu vertiefen. Zwanzig Jahre verbrachte sie mit der Übersetzung von Dostojewskis Romanen. Ungewöhnlich an ihrer Arbeitsweise war, dass sie ihre Übersetzungen diktierte.

## Von Geier übersetzte Werke
- Alexander Nikolajewitsch Afanassjew: Russische Volksmärchen, München 1985.
- Leonid Nikolajewitsch Andrejew: Lazarus; Judas Ischariot, Hamburg 1957.
- Andrei Bely: Im Zeichen der Morgenröte. Erinnerungen an Aleksandr Blok, Basel 1974.
- Andrei Bely: Verwandeln des Lebens. Erinnerungen an Rudolf Steiner, Basel 1975.
- Michail Afanassjewitsch Bulgakow: Manuskripte brennen nicht. Eine Biographie in Briefen und Tagebüchern, Frankfurt/M. 1991.
- Iwan Alexejewitsch Bunin: Ein  unbekannter  Freund, Zürich 2003.
- Fjodor Michailowitsch Dostojewski: Aufzeichnungen aus dem Kellerloch, Stuttgart 1984.
- Fjodor Michailowitsch Dostojewski: Böse Geister, Zürich 1998.
- Fjodor Michailowitsch Dostojewski: Der Großinquisitor, Zürich 2001.
- Fjodor Michailowitsch Dostojewski: Der Idiot, Zürich 1996.
- Fjodor Michailowitsch Dostojewski: Der Spieler, Zürich 2009.
- Fjodor Michailowitsch Dostojewski: Die Brüder Karamasow, Zürich 2003.
- Fjodor Michailowitsch Dostojewski: Ein grüner Junge, Zürich 2006.
- Fjodor Michailowitsch Dostojewski: Raskolnikov. Schuld und Sühne, Reinbek 1964.
- Fjodor Michailowitsch Dostojewski: Verbrechen und Strafe, Zürich 1993.
- Fjodor Michailowitsch Dostojewski: Winterliche Aufzeichnungen über sommerliche Eindrücke; Aufzeichnungen aus dem Kellerloch, Reinbek 1962.
- Jewgenija Semjonowna Ginsburg: Marschroute eines Lebens, Reinbek 1967.
- Walentin Petrowitsch Katajew: Kubik, Wien, Hamburg 1970.
- Jelena Kusmina: Anna Achmatowa. Ein Leben im Unbehausten, Berlin 1993.
- Andrei Platonowitsch Platonow: Unterwegs nach Tschevengur, Darmstadt 1973.
- Puschkin zu Ehren. Von russischer Literatur, Zürich 1999.
- Andrei Donatowitsch Sinjawski: Das Verfahren läuft. Die Werke von Abraham Terz bis 1965, Frankfurt/M. 2002.
- Andrei Donatowitsch Sinjawski: Der Traum vom neuen Menschen oder Die Sowjetzivilisation, Frankfurt/M. 1989.
- Andrei Donatowitsch Sinjawski: Im Schatten Gogols, Berlin etc. 1979.
- Andrei Donatowitsch Sinjawski: Iwan der Dumme. Vom russischen Volksglauben, Frankfurt/M. 1990.
- Andrei Donatowitsch Sinjawski: Pchenz, 1993.
- Andrei Donatowitsch Sinjawski: Promenaden mit Puschkin, Berlin etc. 1977.
- Alexander Issajewitsch Solschenizyn: August Vierzehn, Das Rote Rad; Knoten 1, 2. erweiterte Fassung, München 1987.
- Alexander Issajewitsch Solschenizyn: Die Eiche und das Kalb, Darmstadt 1975.
- Alexander Issajewitsch Solschenizyn: Im ersten Kreis, Frankfurt/M. 1982.
- Abram Terz (d.i. Andrei Donatowitsch Sinjawski): Eine Stimme im Chor, Wien/Hamburg 1974.
- Abram Terz (d.i. Andrei Donatowitsch Sinjawski): Gute Nacht, Frankfurt/M. 1985.
- Abram Terz (d.i. Andrei Donatowitsch Sinjawski): Klein Zores, Frankfurt/M. 1982.
- Lew Nikolajewitsch Tolstoi: Der  Teufel, Reinbek 1961.
- Lidija Kornejewna Tschukowskaja, Untertauchen, Zürich 1975.
- Wladimir Nikolajewitsch Woinowitsch: Die Mütze, München 1990.
- Wladimir Nikolajewitsch Woinowitsch: Moskau 2042, München 1988.

## Auszeichnungen
Für ihre herausragenden Verdienste um die Vermittlung russischer Kultur, Geschichte und Literatur erhielt Swetlana Geier unter anderem folgende Auszeichnungen:
- 1995: Reinhold-Schneider-Preis der Stadt Freiburg
- 1995: Leipziger Buchpreis zur Europäischen Verständigung (Anerkennungspreis)
- 1998: Verdienstmedaille der Universität Karlsruhe
- 2000: Goldene Eule der Sokratischen Gesellschaft
- 2003: Verdienstmedaille des Landes Baden-Württemberg
- 2004: Ehrendoktorwürde der Philosophisch-Historischen Fakultät der Universität Basel
- 2007: Preis der Leipziger Buchmesse in der Kategorie „Übersetzung“
- 2007: Ehrendoktorwürde der Albert-Ludwigs-Universität Freiburg

## Film
- Die Frau mit den 5 Elefanten. 2009. Dokumentarfilm von Vadim Jendreyko
- Spurwechsel. Ein Film vom Übersetzen. Встречное движение. 2003. Zweisprachiger Film von Gabriele Leupold, Eveline Passet, Olga Radetzkaja,[7] Anna Shibarova, Andreas Tretner; russische Untertitel von Studierenden des Instituts für Slawistik der LMU München angefertigt, im Übersetzerseminar von Shibarova. Weitere Mitwirkende sind Sergej Romaško, Swetlana Geier, Michail Rudnizkij, Marina Koreneva, Dorothea Trottenberg, Ilma Rakusa, Tat’jana Baskakova, Solomon Apt, Thomas Reschke. Film, Dauer 1 h 34 m

## Ehrung
In Freiburg-Günterstal ist eine Straße nach ihr benannt.